# Västra Kanalgatan
Västra Kanalgatan är en gata i centrala Södertälje i Södermanland och Stockholms län. Gatan löper längs västra sidan av Södertälje kanal och går från Mälarehamnen till Orionkullen.
Gatan är avläsbar på den äldsta kartan över Södertälje av Sven Magnusson från 1648.
Vid Västra Kanalgatan finns ännu en rest av den gamla kanalen innanför Kanalholmen mellan Orionkullen och Stora Torget. På den norra delen finns bropelarna till Svängbron från 1910 kvar samt den gamla brovaktarstugan.

## Bilder

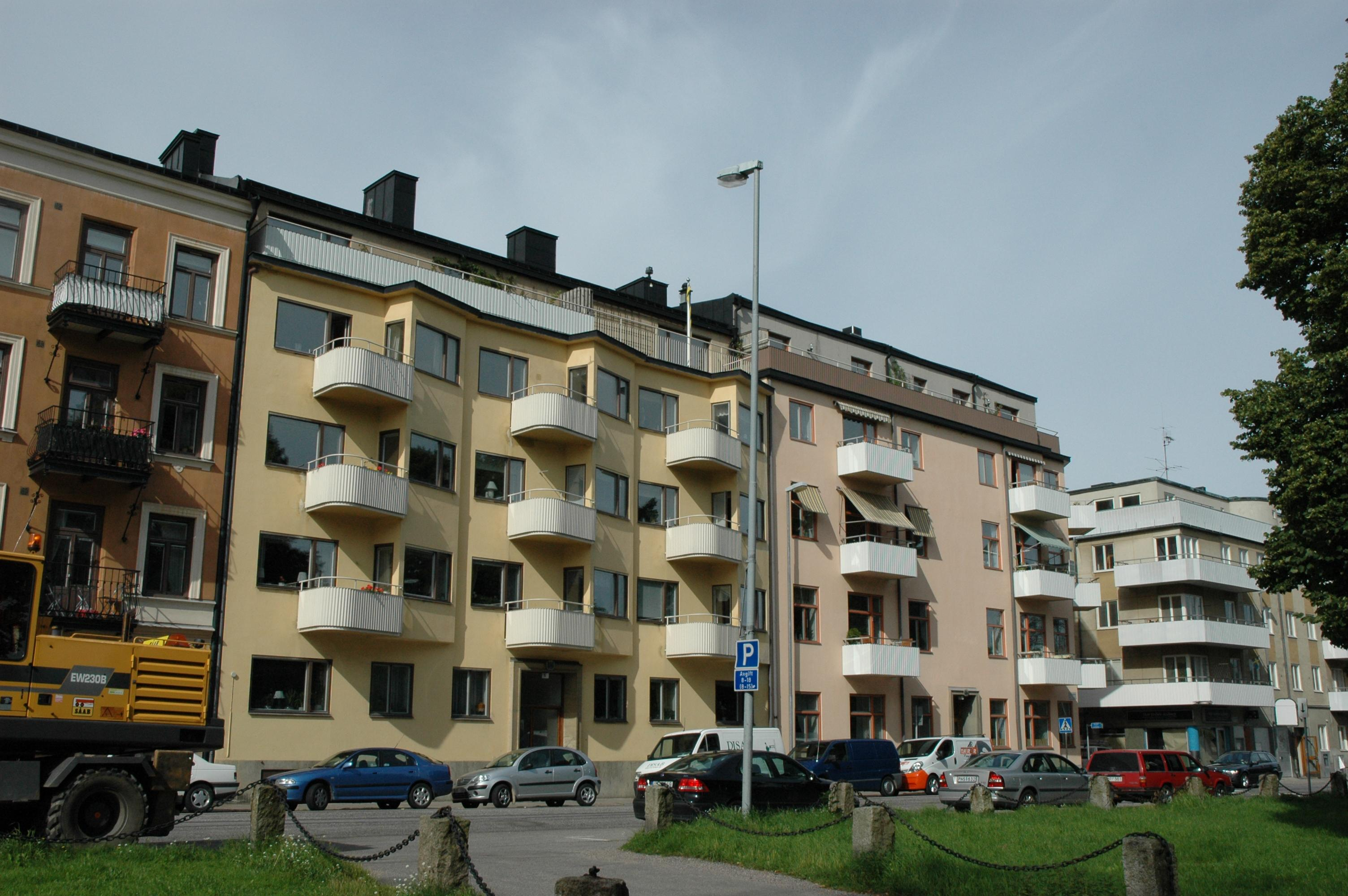
Västra Kanalgatan 5, funkishus från 1937
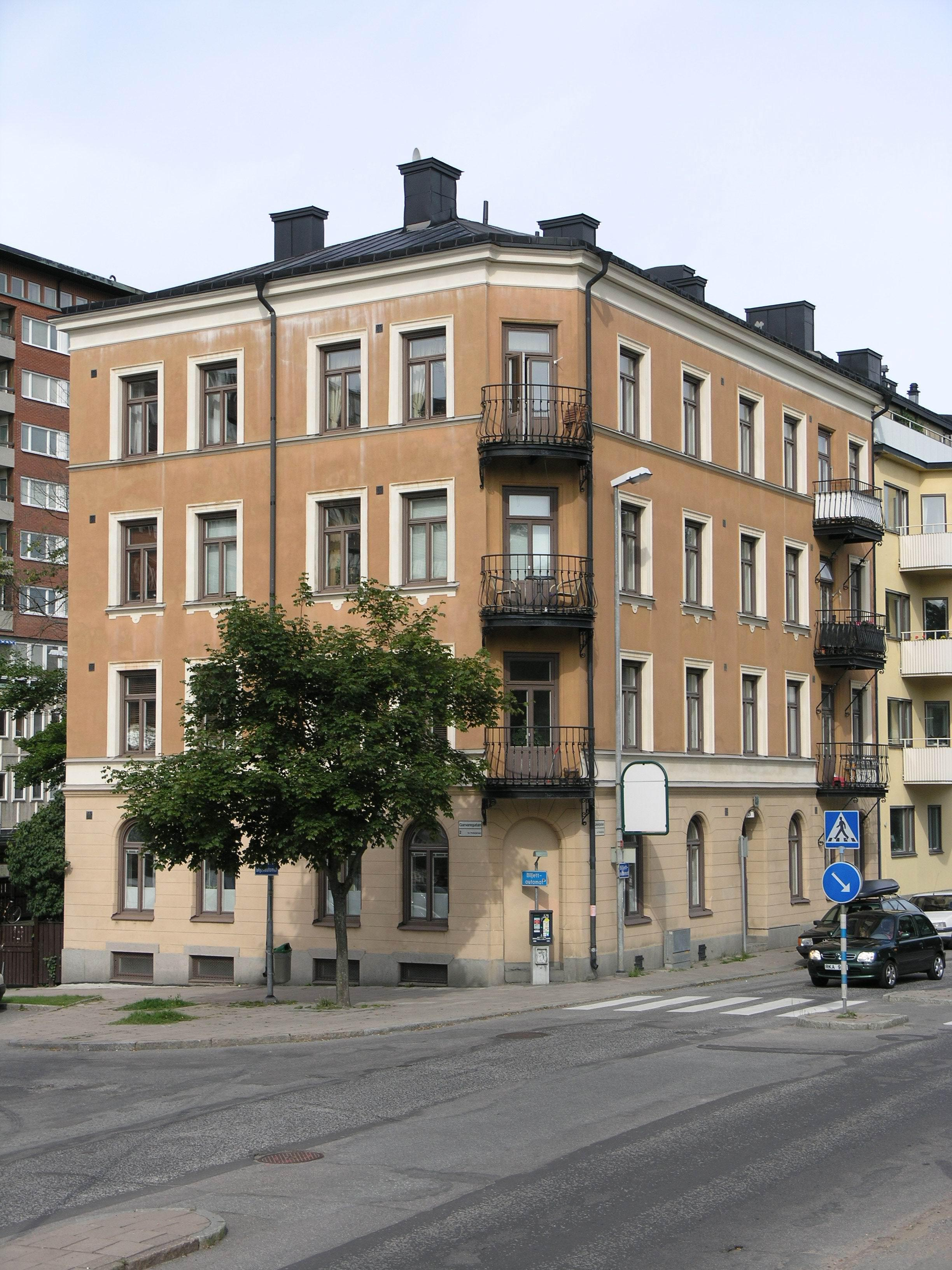
Västra Kanalgatan 3 i hörnet med Kanaltorget
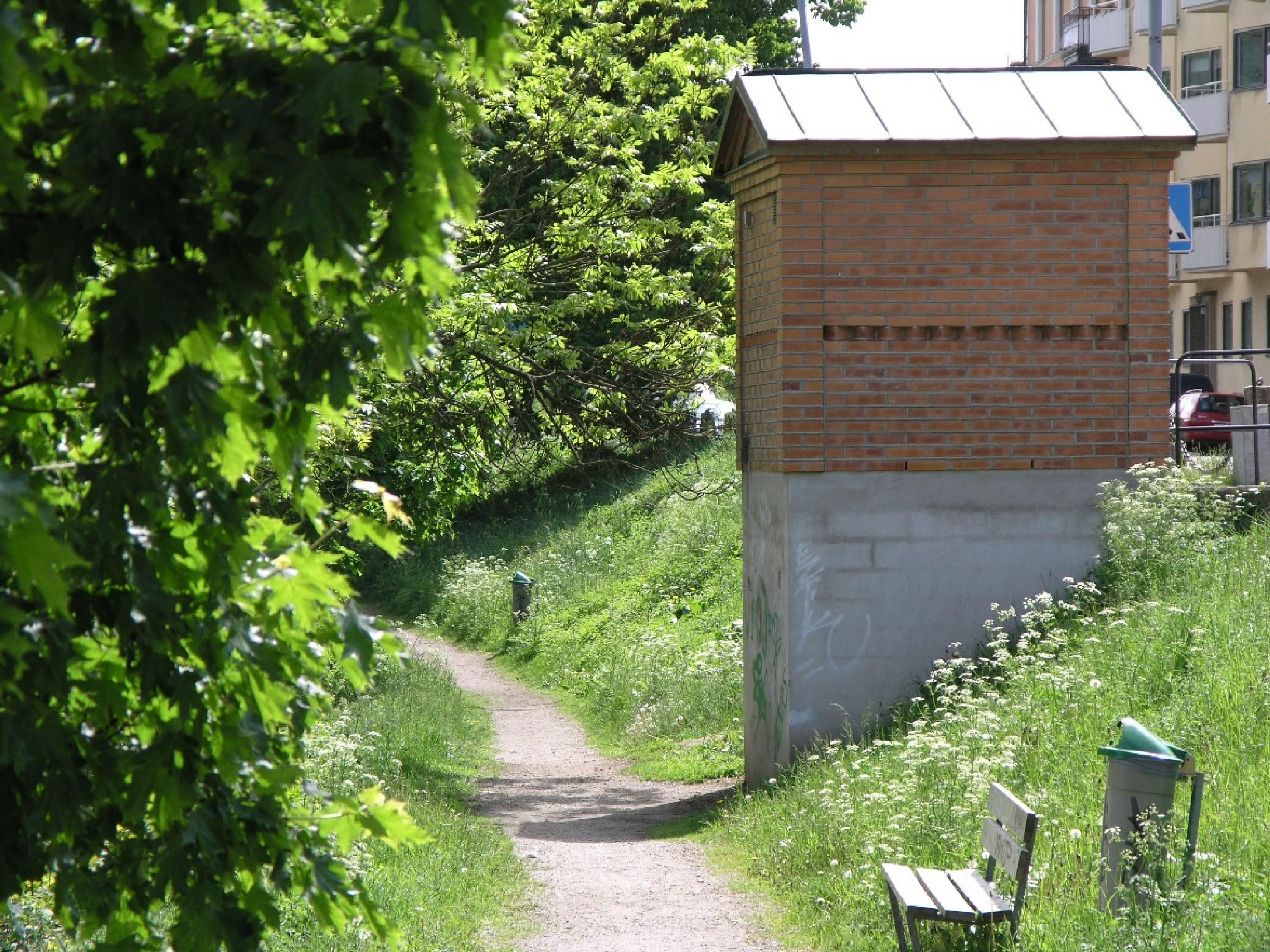
Västra Kanalgatans promenadväg utefter Södertälje kanal
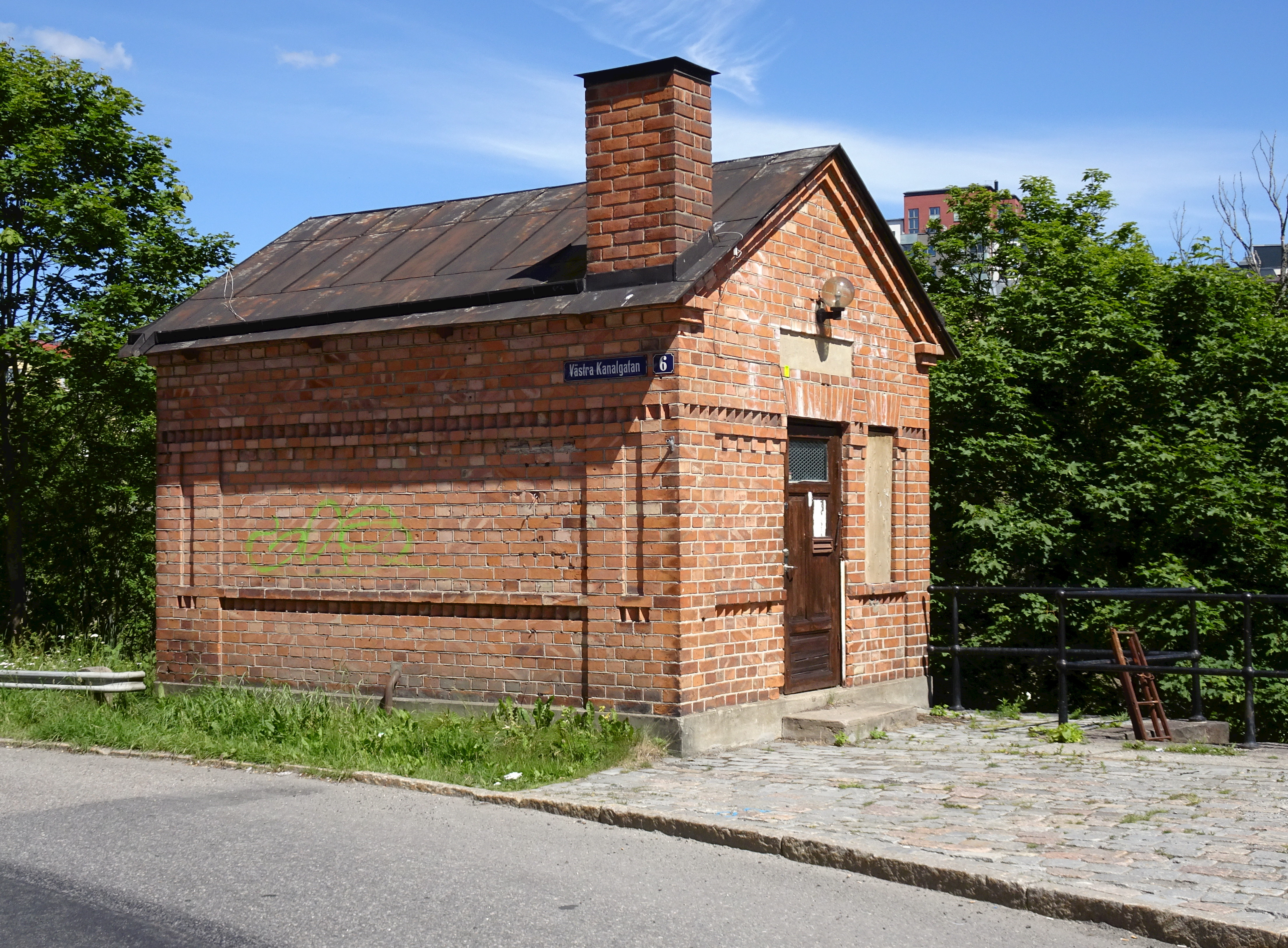
Brovaktarstugen till den tidigare svängbron över kanalen. Gatuskylt för Västra Kanalgatan på fasaden
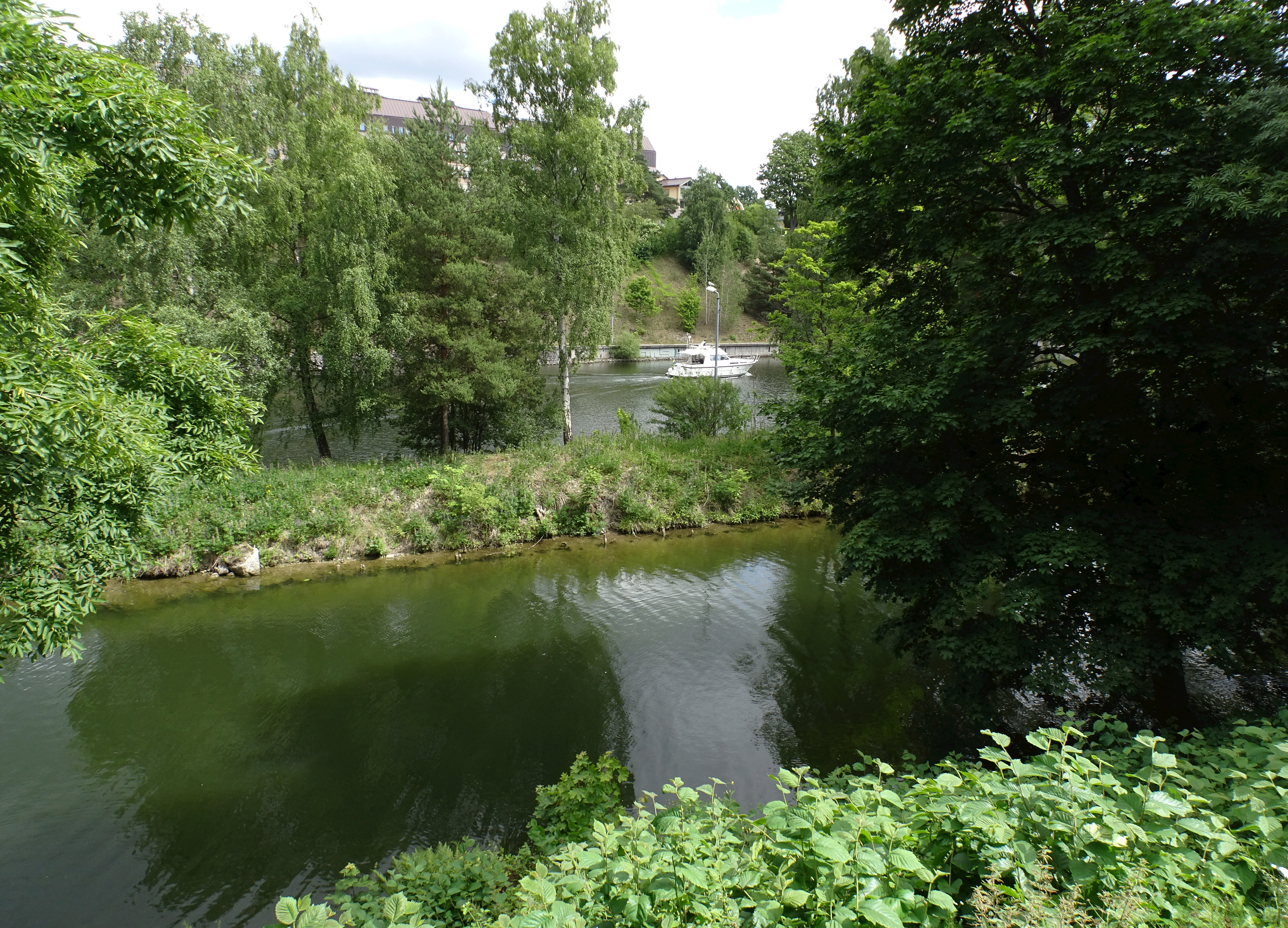
Gamla kanalen (i förgrunden) och nya i bakgrunden sett från gatan

## Rådhusets placering på gatan
Som en förberedelse för rivningar och moderniseringar av stadskärnan inom den så kallade Citysaneringen flyttades Södertälje rådhus från sin ursprungliga plats på Stora Torgets västra sida till Västra Kanalgatan 13 november 1962. Placeringen var vid sluttningen till Orionkullen.
I augusti 1982 flyttades rådhuset tillbaka till Stora Torget, men fick en ny placering på dess östra sida.

### Bilder

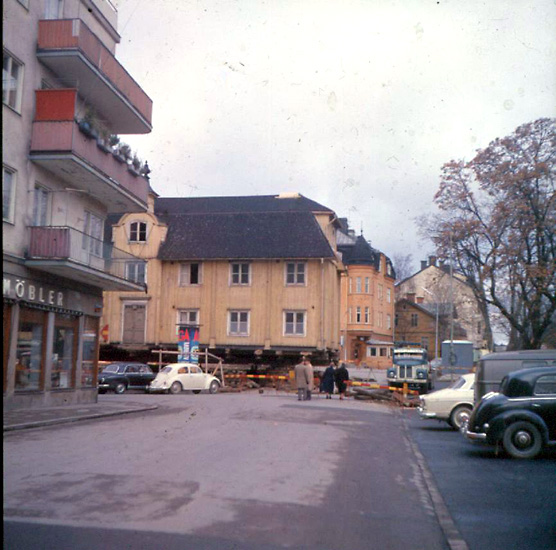
Rådhuset flyttas till Västra Kanalgatan 1962
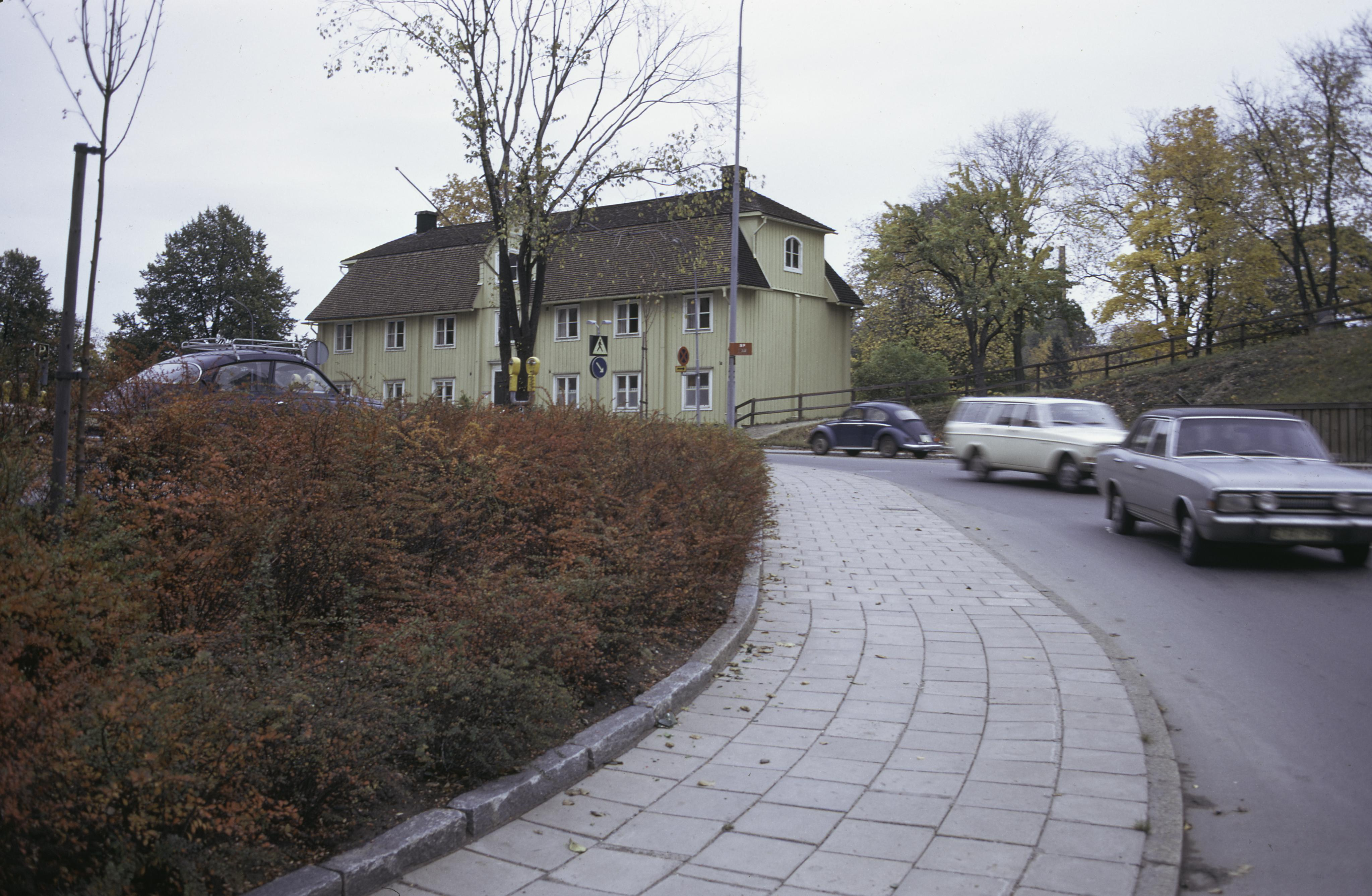
Rådhuset uppställt på Västra Kanalgatan 1971
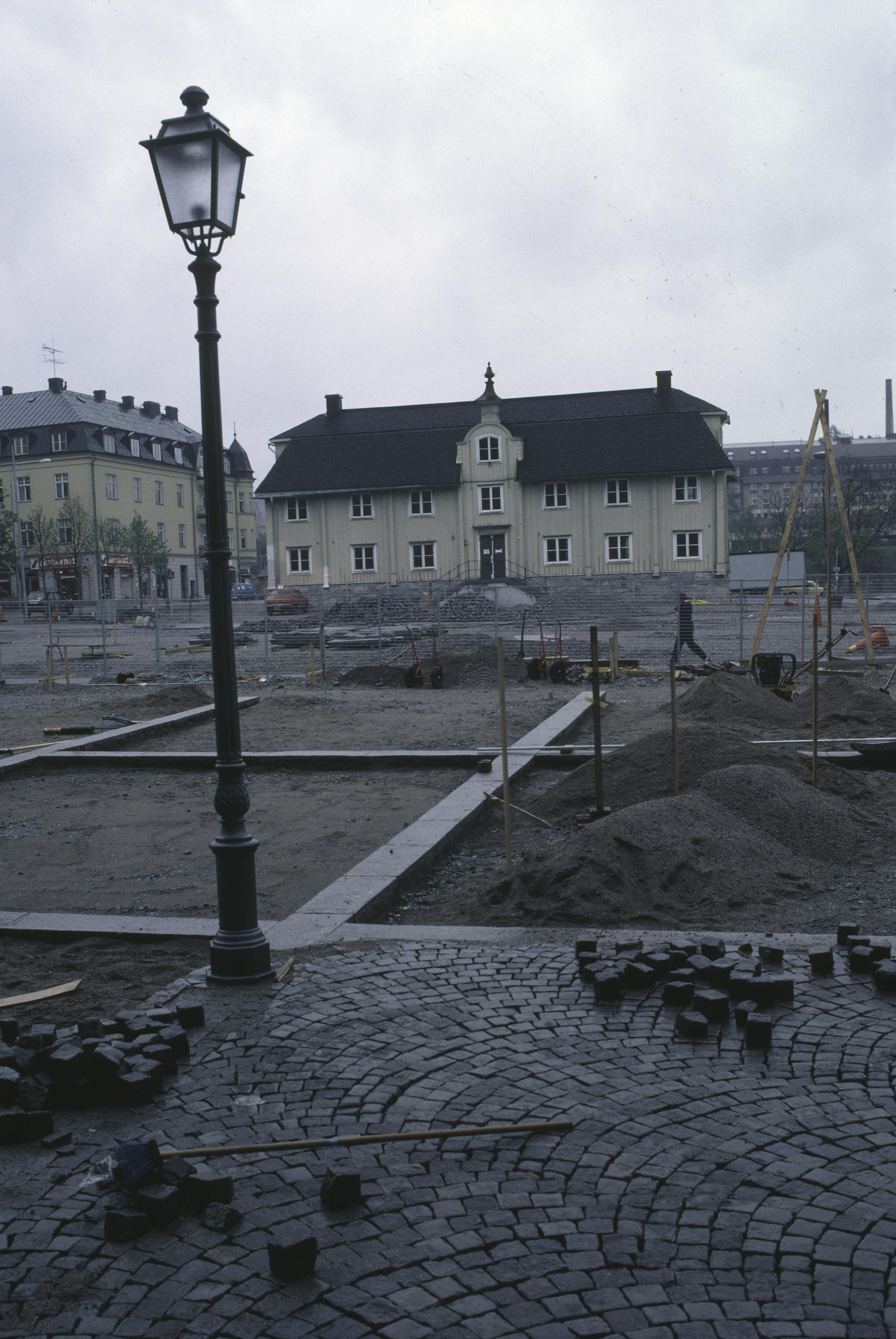
Stora Torget med Rådhuset tillbakaflyttat 1983. Stenläggningsarbete pågår